# نیکولای بوگولیوبوف
نیکولای بوگولیوبوف (روسی: Никола́й Никола́евич Боголю́бов؛ زاده ۲۱ اوت ۱۹۰۹ - درگذشته ۱۳ فوریه ۱۹۹۲) یک فیزیک‌دان در زمینه فیزیک نظری، فیزیک ریاضی و ریاضیدان اهل اتحاد شوروی بود.